# Jacob Cederholm
Jacob Carl Cederholm, född 30 januari 1998 i Helsingborg, Skåne, är en svensk professionell ishockeyspelare som spelar för Jacksonville IceMen i ECHL. Hans moderklubb är Jonstorps IF.
Jacob Cederholm är yngre bror till den före detta professionella ishockeyspelaren Anton Cederholm, som blandat har spelat för Rögle BK och AIK. 